# جنگ‌های ساسانیان و کوشانیان
جنگ‌های ساسانیان و کوشانیان مجموعه‌ای از جنگ‌ها بین شاهنشاهی ساسانی، به رهبری اردشیر بابکان و بعدها جانشین او شاپور یکم، برضد شاهنشاهی کوشانی بود. این جنگ‌ها منجر به گسترش قلمرو ساسانیان به سمت شرق شد. ساسانیان بسیاری از سرزمین‌های کوشانی، از جمله باختر، گندار و سغد را تسخیر کردند. ساسانیان اندکی پس از پیروزی بر شاهنشاهی اشکانی، در دوران اردشیر بابکان در حدود سال ۲۳۰ میلادی، سلطه خود را بر بیشتر سرزمین‌های اشکانیان، از جمله باختر، گسترش دادند، سپس به بخش‌های شرقی کشور (غرب پاکستان امروزی) مسلط شدند. بدین ترتیب کوشانی‌ها قلمرو غربی خود (از جمله باختر و گندار) را از دست دادند و نجیب‌زادگان ساسانی در این سرزمین‌ها مستقر شده و ایالت‌های جدیدی را تأسیس کردند. از این حاکمان با نام کوشانشاه یا «شاهان کوشانی» یاد می‌شد. به نظر می‌رسد که کوشانشاهان در بیشترین حد خود به شرق، تا سرزمین گندار گسترش یافته‌اند، اما از رود سند فراتر نرفته‌اند، زیرا تقریباً هیچ‌یک از سکه‌های آنها در شهر تاکسیلا، که در نزدیکی رود سند قرار دارد، یافت نشده است. در خصوص تاریخ پادشاهی کوشانیان ،منابع خیلی متفن در دست نیست و صرفا از دانسته های لفظی و بدون منبع مستند. مطلب نقل شده.  کوشان یا کشان، در منابع باستانی خیلی نقل نگردیده ،منابع یونانی هم بسیار کم هست. البته این به معنی عدم وجود چنین حاکمانی نیست ،ولی اینکه بگوییم. امپراتوری داشته اند و شاهنشاهی درست کرده اند. باحتمال زیاد دقیق نیست.  کل پهنه خراسان و ایران شرقی تحت تصرف امپراتوران هخامنشی،سپس اشکانی و ساسانی بوده. در دوران اشکانیان امپراطوری ایران گسترش یافت و تا شهر کاشغر در چین غربی رسید. سکه های اشکانی و امپراتوری چین هردو در کاشغر معامله می شده. این یعنی امپراتوری و شاهنشاهی بنام کوشانی یا کشانشاهی و... یحتمل نبوده یا اگر هم بوده لقب برخی فرمانروایان ساسانی که بر سغد و خوارزم و پامیر و کشمیر حکومت می کردند بوده.  برخی نویسندگان تلاش کرده اند مناطق شرقی و جنوب شرق افغانستان را دارای یک حکومت و سابقه امپراتوری بنمایانند ، که این مستند نیست.  امپراتوری اشکانی تا رود سند و مرز هیمالیا و کشمیر شرقی و مرز هند و کاشغر رسیده بوده. یعنی حکومت‌ها یا تحت تسلط چین بودند، یا ایران اشکانی. ، بعد آن هم ساسانیان  امدند. آنها هم  مناطق سغد و حاشیه رود زرافشان و بدخشان را به شاهزادگان ساسانی دادند و تحت سلطه حکومت مرکزی بودند. 
،سرنوشت یزدگرد سوم خود دلیل همین هست. یزدگرد رفت به مناطق شمال شرق امپراتوری تا از حاکمانش که خودش گماشته بود کمک بگیرد ولی  آنها نه تنها کمک نکردند بلکه از چرا از بین بردند. 
شاهنامه حکیم توس در تاریخ پایان ساسانی دقیقتر هست. ما نامی از کوشانی نمی بینیم. در پایان شاهنامه و فرار یزدگرد به منطقه بلخ و مرو و  (زرق),
فردوسی در داستان جنگ رستم با افراسیاب تورانی ، فقط نام کوشانی  را می اورد. داستان کاموس و اشکبوس. که اگر نگوییم افسانه هست. می شود گفت این بیشترین نمود نام کوشانی در تاریخ باستان ایران هست.
لذا وجود امپراتوری و کشور مستقل کوشانی خیلی سندیت ندارد. و همه همان خراسان بزرگ بوده  در زمره امپراتوری اریایی ایرانی شاید کوشان یک ولایت محدود ،تحت حکومت شاهزاده ای از ساسانیان بوده. که فقط در زمان ساسانیان  از بهرام تا یزدگرد، 

## پیش‌درآمد
شاهنشاهی ساسانی در دوران، اردشیر بابکان، شاهنشاهی اشکانی را شکست داد. پیشتر دولت اشکانی، بخش‌های عمده ای از استان مهم خود یعنی باختر را به شاهنشاهی کوشانی به رهبری کانیشکا، واگذار کرده بود. اردشیر خواستار گسترش بیشتر به سمت شرق و غرب، از جمله بازگشت استان‌های کلیدی از دست رفته ایران بودند که توسط اشکانیان از دست رفته بودند؛ بنابراین، در نهایت دو کشور با هم درگیر شدند که منجر به یک سری جنگ شد که منجر به فروپاشی و زوال کوشانی‌ها گشت.

## درگیری‌ها

### نخستین جنگ
بیشتر جزئیات این درگیری مبهم هستند. با این حال، همه منابع بیان می‌کنند که به نظر می‌رسد درگیری بین دو کشور پس از فتح شاهنشاهی ۴۰۰ ساله اشکانی توسط اردشیر یکم آغاز شده است. اردشیر که می‌خواست کشور جدید خود را به شرق گسترش دهد، با کوشانی‌ها درگیر شد، جزئیات این درگیری مبهم است، اما براساس بیشتر منابع موجود اردشیر استان‌های سکاستان، گرگان، خراسان، مرو، بلخ و خوارزم را از از کوشانی‌ها پس گرفت. کتیبه‌های ساسانی متأخر نیز ادعای تسلیم پادشاه کوشان را به اردشیر دارند، اگرچه بر اساس شواهد سکه‌شناسی، این احتمال بیشتر است که این شاه کوشانی، شاپور یکم تسلیم شده باشد.

### دومین جنگ
پس به سلطنت رسیدن شاپور یکم، او خواستار احیای مجدد سرزمین‌های شرقی ایران شد (شاید به دلیل سستی پادشاهان کوشانی و ساکا در پرداخت خراج به ساسانیان)، به همین دلیل به شرق لشکر کشید و بیشتر سرزمین‌های کوشانی را ضمیمه کرد و پسرش نرسی را به عنوان سکانشاه (پادشاه ساکاها) در سکاستان منصوب کرد. در سال ۲۴۲ میلادی، شاپور، خوارزم (احتمالاً ایالت یا استانی از کوشانی‌ها) را فتح کرد. نقش برجسته او در رگ بی بی در افغانستان امروزی، قلمرو او را تا پیشاور تأیید می‌کند. در نقش رستم، شاپور همچنین ادعا می‌کند که قلمرو کوشانی‌ها (کوشانشهر) را تا «پورشاپور» (پیشاور) در اختیار دارد و این نشان می‌دهد که باختر و مناطقی را تا هندوکوش یا حتی جنوب آن فتح کرده است.
من مزدیسن، بغ شاپور، شاهنشاه ایران و انیران که چهر (نژاد) از ایزدان، پور مزدیسن، بغ اردشیر شاهنشاه ایران که چهر از ایزدان پورِ پور (نوه) بغ بابک شاه [است]. خداوندگار ایرانشهرم و [این] شهرها (کشورها) را دارم: پارس، پهلَو، خوزستان، میشان، آسورستان، اربایستان، آتورپاتکان، ارمنستان، وروچان، سیکان، اران، بلاسگان تا فراز به کوهِ کاف (=قفقاز) و [به] در (=حدود) آلانان و به همه [حدود] کوهِ پدیشخوار، ماد، گرگان، مرو، هرات و همه ابرشهر، کرمان، سکستان، توران، مکران، پارَدان (مکانی نامعلوم در پاکستان)، هندوستان، کوشان شهر تا فراز به پیشاور و تا به کاش(=کاشغر)، سغد و چاچستان…[تا ساحل] دریا [یعنی] مزون شهر؛ و من گرفتم پیروز شاپور نامی… و من گرفتم— سنگ‌نوشته شاپور یکم بر کعبه زرتشت
بنابراین، در نتیجه این جنگ، کوشانی‌ها کنترل اکثر استان‌های شمال غربی خود را از دست دادند و به بخش‌هایی در شمال هند محدود شدند، و در نهایت تحت تسلط امپراتوری گوپتا قرار گرفتند.

### سومین جنگ
در حدود سال ۳۵۰ میلادی، در شرق شاپور دوم در برابر کوشانشاهان، که برخی از سرزمین‌های ساسانی را تصرف کرده بودند، برتری یافت و کنترل مناطقی را در افغانستان و پاکستان امروزی، بدست گرفت. علت این اتفاق، احتمالاً تضعیف کوشانشاهان توسط خیون‌ها باشد. با اینحال کوشانشاهان هنوز در شمال حکومت می‌کردند. یافته‌های مهم از سکه‌های ساسانی، در آن سوی رود سند، و در شهر تاکسیلا، تنها از سلطنت شاپور دوم (۳۰۹ تا ۳۷۹ میلادی) و شاپور سوم (۳۸۳ تا ۳۸۸ میلادی) شروع می‌شود و نشان می‌دهد که گسترش کنترل ساسانیان به فراسوی سند، نتیجه جنگ‌های شاپور دوم با کیداری‌ها و کوشانی‌ها، از سال‌های ۳۵۰ تا ۳۵۸ بوده، که توسط آمیانوس مارسلینوس ذکر شده است.

## عواقب
این جنگ‌ها منجر به گسترش بیشتر ساسانیان به سمت شرق شد، و این قدرت‌نمایی نظامی آن‌ها در شرق، قدرتشان به رومیان هم نشان داد. در نهایت سرزمین‌های ضمیمه شده توسط ساسانیان شورش کردند و به پادشاهی دیگری تقسیم شدند. این سرزمین‌ها توسط خاندان‌های ایرانی دیگری اداره می‌شد که از آن‌ها با نام کوشانشاهان یاد می‌شود. این فرمانروایان نیز به کوشانشاه («شاهنشاه کوشانی») معروف شدند و تا زمانی که توسط دودمانی دیگر، به نام کیداری‌ها شکست خوردند، حکومت خود را حفظ کردند. از کوشانشاهان یک بازمانده به نام «کوشان‌های کوچک» که در پنجاب مستقر بودند، ادامه یافت. حدود ۲۷۰ میلادی قلمروهای آن‌ها در دشت گنگ تحت عنوان دودمان‌های محلی مانند Yaudheyas مستقل شدند. سپس در اواسط قرن چهارم آن‌ها توسط امپراتوری گوپتا تحت فرمان سامودراگوپتا تحت سلطه قرار گرفتند. سامودراگوپتا در کتیبه خود بر روی ستون الله‌آباد اعلام می‌کند که دواپوترا-شاه-شاهنشاه (اشاره به آخرین فرمانروایان کوشانی است، که القاب سلطنتیشان به دواپوترا (فرزند خدا)، شاه و شاهنشاه تغییر کرده است) اکنون تحت سلطه او هستند و آن‌ها مجبور به «تسلیم شدن، پیشنهاد ازدواج دختران (خود) و درخواست اداره ولسوالی‌ها و استان‌های خود شدند.» این نشان می‌دهد که در زمان کتیبه الله‌آباد، کوشانی‌ها هنوز در پنجاب حکومت می‌کردند، اما تابع امپراتور گوپتا بودند.